# Autumn Sky
Autumn Sky — восьмий студійний альбом англійської групи Blackmore's Night, який був випущений 3 вересня 2010 року.

## Композиції
1. Highland - 5:46
2. Vagabond (Make a Princess of Me) - 5:23
3. Journeyman (Vandraren) - 5:41
4. Believe in Me - 4:26
5. Sake of the Song - 2:52
6. Song and Dance - 1:59
7. Celluloid Heroes - 5:27
8. Keeper of the Flame - 4:41
9. Night at Eggersberg - 2:16
10. Strawberry Girl - 4:05
11. All the Fun of the Fayre - 3:56
12. Darkness - 3:26
13. Dance of the Darkness - 3:33
14. Health to the Company - 4:16
15. Barbara Allen - 3:46
16. Gottlische Devise - 3:36

## Позиції в чартах
| Чарт      | Позиція |
| --------- | ------- |
| Греція    | 13      |
| Фінляндія | 29      |
| Австрія   | 57      |
| Швеція    | 36      |
| Швейцарія | 57      |